# Элдрич, Эндрю
Э́ндрю Э́лдрич (англ. Andrew Eldritch; настоящее имя Э́ндрю Уи́льям Ха́рви Те́йлор; англ. Andrew William Harvey Taylor; родился 15 мая 1959 года) — фронтмен, вокалист, автор песен и бессменный лидер британской рок-группы The Sisters of Mercy. После выхода первого альбома из-за творческих разногласий с ним группу покинул её второй отец-основатель Гэри Маркс, после чего коллектив фактически превратился в аккомпанирующий состав Эндрю Элдрича.
Эндрю Элдрич получил известность как «крёстный отец готик-рока», хотя сам музыкант отрицает любую причастность своего творчества к данному жанру, позиционируя The Sisters of Mercy как «нечто среднее между хеви-металом и электроникой».
Вскоре после появления The Sisters of Mercy пресса создала вокруг лидера группы образ надменного, эгоцентричного, но вместе с тем интеллигентного, харизматичного интеллектуала, чей непроницаемый и загадочный имидж дополняли чёрная одежда (на раннем этапе карьеры) и скрывающие глаза солнцезащитные очки (на протяжении всей карьеры).
Хотя в техническом плане Элдрич, по его собственному признанию, не умеет петь, его глубокий надрывный баритон стал эталоном для многих последователей.

## Биография
Э́ндрю Те́йлор (англ. Andrew Taylor) родился 15 мая 1959 года в небольшом городе Или (Кембриджшир, Англия). Он был старшим ребёнком в семье, где помимо него воспитывались брат и сестра. Отец Эндрю служил в ВВС Великобритании, и поэтому ранние годы будущего музыканта прошли в постоянных разъездах: в раннем детстве он провёл несколько лет в Сингапуре, затем — некоторое время в Молверне (Англия), где жили его дед и бабка по материнской линии. Спустя многие годы на вопрос журналиста о том, считает ли он своё детство счастливым, Эндрю ответит: «Если честно, у меня не было детства как такового. Я не был счастлив или несчастлив. Мне повезло, что я рос в окружении книг. Я много времени проводил в библиотеке, что я считал совершенно нормальным».
В 1977 году Тейлор поступил в Оксфордский университет, чтобы изучать французскую и немецкую литературу. В то время он уже перекрасил в чёрный цвет свои светлые волосы и тогда же начал носить солнцезащитные очки, которые позже станут неотъемлемой частью его имиджа. В Оксфорде парень проучился лишь один год. По утверждению однокурсника Тейлора и будущего менеджера The Sisters of Mercy Бойда Стимсона, Эндрю «вышвырнули, потому что он практически ничего не делал». По другой, менее правдоподобной версии, Тейлор был отчислен после того, как администрация университета расшифровала китайские иероглифы, которые появились на стене университета. Как бы там ни было, Тейлор отказался от изучения французского и немецкого языков и стал искать заведение, где бы велось преподавание китайского языка (в Оксфорде на то время его не было). Около 1978 года Тейлор перебрался в Лидс, где находился один из шести университетов в Британии, в котором велось преподавание китайского. Однако в жизни Тейлора приобретало всё большее значение новое увлечение — музыка, и вскоре учёба вновь отошла на второй план, тем более что курсы китайского языка требовали от студентов годичной стажировки в Пекине, что мало привлекало будущего музыканта, который вновь оставил обучение раньше, чем получил диплом.
Согласно краткой истории The Sisters of Mercy, опубликованной в буклете сборника Some Girls Wander by Mistake, после переезда в Лидс Тейлор поселился в комнате над аптекой, где жил вместе с «Клэр и котом Спигги». Спустя много лет (в мае 1997 года) музыкант, отвечая на вопрос о том, живы ли его коты, ответил, что Спигги уже давно скончался, а «Клэр всё ещё держится, хотя она не столько кот, сколько бывшая девушка».
В 1980 году Тейлор в одном из клубов Лидса (F-Club), где его девушка работала диджеем, познакомился с гитаристом Марком Пирменом (англ. Mark Pearman), который и предложил совместными усилиями создать коллектив. Новая группа получила название The Sisters of Mercy, сами же музыканты взяли себе сценические псевдонимы: Марк стал Гэри Марксом, а Тейлор — Эндрю Элдричем. На первом сингле группы «Damage Done/Watch/Home of the Hitmen» Элдрич играл на барабанах, но после приобретения группой драм-машины (прозванной Доктором Аваланчем) он «по умолчанию» стал вокалистом.
С того времени Эндрю Элдрич является бессменным лидером группы и остаётся её единственным постоянным участником. Элдрич является основным автором музыки и текстов песен, поскольку в большинстве случаев соглашался исполнять лишь свой собственный материал. Он также является автором художественного оформления большей части релизов The Sisters of Mercy.
В 1985 году музыкант поселился в Гамбурге, где время от времени жил несколько лет. В последующем он неоднократно менял место жительства. В интервью Дэйву Лингу в 2011 году на вопрос о нынешнем месте проживания он ответит: «В этом плане я очень подвижен. У меня есть доступ к машинам и домам, но в данный момент я в Лидсе».
В 1987 году, после ухода Уэйна Хасси и создания им нового коллектива под названием The Sisterhood, Эндрю, расценив этот шаг как попытку сыграть на популярности The Sisters of Mercy, в скором времени организовал проект под аналогичным названием и первым выпустил студийный альбом, что тем самым сделало невозможным существование любой другой группы с таким же именем.
В начале 1990-х Элдрич принял решение прекратить сотрудничество с компанией East West, с которой был связан контрактными обязательствами. «Причина, по которой мы поругались с лейблом, — пояснял он годы спустя, — состояла в том, что они перестали эксплуатировать меня профессионально, а не потому что они перестали меня эксплуатировать». Поскольку по контракту Элдрич должен был предоставить ещё две записи, в 1997 году он записал пластинку Go Figure под вывеской SSV (полное название — SSV-NSMABAAOTWMODAACOTIATW (англ. Screw Shareholder Value — Not So Much A Band As Another Opportunity To Waste Money On Drugs And Ammunition Courtesy Of The Idiots At Time Warner; рус. Не Столько Группа, Сколько Ещё Одна Возможность Потратить Деньги на Наркотики и Патроны за Счет Идиотов из Time Warner). По утверждению самого музыканта, East West приобрели пластинку, опасаясь, что могут вообще ничего не дождаться от него, и согласились на прекращение контракта, однако, к их несчастью, «техно без барабанов» (как охарактеризовал материал Go Figure Эндрю) было крайне тяжело слушать, поэтому компании не удалось выпустить пластинку ввиду её крайней нерентабельности.
С того времени музыкант прекратил запись студийных альбомов, и с начала 1990-х The Sisters of Mercy существует лишь как концертная группа. Вместе с тем Элдрич изредка принимал участие в записи сторонних проектов: как продюсер сотрудничавших с его инди-лейблом Merciful Release коллективов или приглашённый музыкант. Так, он принял участие в создании ремиксов EBM-проекта Die Krupps и гамбургских Kastrierte Philosophen. Во второй половине 1990-х гг. Элдрич исполнил партии бэк-вокала в альбоме Fly Сары Брайтман и Rabbit Moon — Revisited группы Tarwater.

## The Sisters of Mercy и отношения в группе
За 20 лет существования группы 10 участников прошли сквозь её ряды, большинство из них называли причиной своего ухода напряжённые отношения с Элдричем, который навязывал остальным участникам своё видение музыкального курса группы. Впрочем, поначалу вокалист не стремился абсолютизировать свою роль в группе. В одном из ранних интервью на вопрос о том, какова роль остальных музыкантов, если весь материал пишет он, Элдрич ответил: «Жизненно важная… Только баланс всех четырёх [музыкантов] позволяет группе работать. Даже малые решения демократичны до нелепости». Однако такие отношения в коллективе продержались недолго. Гитарист Уэйн Хасси, который пришёл на смену Бену Ганну, так описывал творческий процесс при записи первого альбома:
…ни о какой демократии не могло быть и речи — мы не сидели все в одной комнате, сочиняя песни, мы передавали их Эндрю, а он решал, хочет их петь или нет.
После реинкарнации The Sisters of Mercy с Патрицией Моррисон группа добилась значительного коммерческого успеха с альбомом Floodland. Однако вскоре новый состав также прекратил существование. Сама Патриция до сих пор отказывается вспоминать время, проведённое с Элдричем.
Некто, кого я считала своим другом, попросил меня помочь ему в трудную минуту. Я помогла — причём в довольно зрелищной форме. И только позже поняла, что меня использовали.
Для записи третьего студийного альбома Vision Thing были приглашены новые музыканты, но диктаторские наклонности Элдрича со временем изменений не претерпели. Новые участники всё так же страдали от эгоцентризма лидера группы. Гитарист Джо Перри так описывал атмосферу в коллективе:
Это было всё равно, что работать с сольным музыкантом. Слово «группа» было лишь прикрытием. У Эндрю были свои, очень чёткие, представления об эстетике, и это затрудняло всякие попытки сказать что-то вроде «А я думаю…». Нетрудно было догадаться, что в этом случае вспыхнет конфликт.
Вместе с тем гитарист Крис Каталист, который находится в составе The Sisters of Mercy с 2006 года, отмечал, что «Эндрю один из тех людей, которые никогда не сделают тебе ничего плохого, если ты не сделал ничего в свою очередь. Я никогда ничего такого не делал, поэтому у нас хорошие отношения».

## Отношения с журналистами
На протяжении всей музыкальной карьеры отношения Эндрю Элдрича и музыкальной прессы носили противоречивый характер. С одной стороны, практически с самого момента появления The Sisters of Mercy журналисты отмечали заносчивость и высокомерие Эндрю Элдрича, его называли заносчивым, властным эгоцентриком, «источающим нездоровую харизму», с другой стороны — журналисты признавали его харизматичность и интеллектуальность. «Эндрю Элдрич — один из величайших подонков в мире, — писал журналист Sounds. — В то же время он скромный гений с хорошо, чёрт возьми, подвешенным языком». «Энди часто бывает неверно понят, — вторил автор другой статьи, — люди думают, что он самодовольный ублюдок, но это не так. На самом деле он очень благоразумный парень с острым чувством юмора».
Сам Элдрич признавался, что не считает себя надменным: «Если я и высокомерен, то не более, чем кто-либо другой. Просто я такой человек, у которого хватает глупости позволять себе это — на словах и в мыслях. Или что, мне сидеть здесь перед вами и изображать скромного тихоню, в то время как на самом деле я властный засранец?». Вместе с тем он не скрывал своего недовольства музыкальной прессой и журналистами, которые в большинстве случаев задавали ему однообразные вопросы, которые музыкант находил скучными и нелепыми. На официальном сайте The Sisters of Mercy на импровизированном древе эволюции пресса представляет собой низшее звено.

## Голос и ассоциации с готик-роком
В самом начале карьеры The Sisters of Mercy музыкальные журналисты сравнивали голос Элдрича с голосом Питера Мёрфи — вокалиста Bauhaus, одной из первых групп, исполнявших готик-рок. Сам Элдрич так комментировал подобные сравнения:
Проблема в том, что в наше время слишком мало людей поют низким голосом… я имею в виду, что когда я начинал петь, люди говорили: «О, он звучит как Джим Моррисон», вскоре они говорили «О, он звучит как Иэн Кёртис», и теперь это Питер Мёрфи… Так что, знаете ли, в какое-то другое время люди услышат кого-то, поющего низким голосом, и скажут: «Эй, он поёт как Эндрю Элдрич».
Оригинальный текст (англ.) The problem is these days there're so few people that sing in a low voice that...I mean, when I started singing people said 'ooh, he sounds just like Jim Morrison' and shortly after that they said 'ooh, he sounds just like Ian Curtis' and now it's Pete Murphy... So y'know in another year's time when people hear someone singing in a low voice they'll go 'hey, he sings like Andrew Eldritch...'.

Спустя много лет с его вокалом сравнивали голос одного из наиболее известных вокалистов в жанре готик-метала — Юхана Эдлунда, вокалиста группы Tiamat. Сам же Элдрич признавался, что в техническом плане не умеет петь, а просто делает, что может.
Эндрю Элдрич неоднократно заявлял, что его группа не имеет никакого отношения к готик-року, хотя пресса активно наделяла его статусом «крёстного отца всех готов». В интервью Алексе Вильямсон Элдрич признавал: «Это действительно печально, что народ на полном серьёзе ходит одетым в эти дурацкие одежды в стиле семидесятых, только потому что мы носили их на протяжении одной недели в 1984 году, поскольку приняли достаточно таблеток, чтобы счесть это забавным. <…> Стоит мне только надеть чёрные носки, и меня сразу назовут повелителем демонов». В другом интервью он всё с той же иронией отмечал: «Если я оденусь во всё белое, британская пресса, вероятно, заявит, что белый — это цвет смерти в японской культуре, и на этом основании назовёт меня готом».
Американский музыковед Чарльз Мюллер отмечал, что Элдрич относится к числу немногих готических вокалистов, голос и образ которых являются полностью маскулинными. Тем не менее, его вокал не создаёт впечатления грубой силы и энергичности, зато звучит мрачно и театрально — а это общая черта практически всех исполнителей классического готик-рока.

## Интересы и личная жизнь
До создания The Sisters of Mercy Эндрю Элдрич серьёзно занимался изучением языков, что позволило ему после создания группы свободно общаться с европейскими журналистами на родных для них языках, а также не испытывать языковых трудностей после переезда в Гамбург. «Я в своё время изучал французский, немецкий, итальянский, латинский и китайский, кроме того — понемногу русский и голландский, — говорил музыкант в одном из ранних интервью. — Китайский — это был класс. Латинский помог безмерно — не знаю уж, в какой степени умственному развитию, но как для лингвиста, он определённо имел для меня жизненную важность. Теперь вот разгадываю кроссворды в зиллион раз быстрее, чем кто-либо другой. Причём обычные мне не даются, зато особо замысловатые — щёлкаю, как орехи». Позже Элдрич признавался, что «недалеко ушёл в самостоятельном изучении сербохорватского и русского», практически забыл китайский, но всё ещё бегло говорит на немецком и французском. Вместе с тем увлечение всей жизни не могло не повлиять на основную работу музыканта:
Думаю, что тот факт, что я — полиглот, помог мне в написании песен. В том смысле, что я ведь ровно ничего не смыслю в музыкальной теории. Приходится полагаться <в такой ситуации> на своего рода музыкальную наивность. Кроме того, благодаря этому и тексты я стал писать более умело.
Не так давно я прочитал книгу о короле Беовульфе, около 1500 лет назад писавшем стихи. <Так вот,> из всех текстов, когда-либо мной прочитанных, только его стихи и сконструированы точно так же, как мои. Мы в аллитерации используем одни и те же ритмические схемы. Впрочем, всё это очень сложно — точно не смогу объяснить. Просто меня поразил тот факт, что некто, пишущий о сексе, наркотиках и мировой политике, делает это в ритмике, не употреблявшейся с V века.
Оригинальный текст (англ.)I think that the fact that I'm a polyglot has helped my songwriting in a the way that I don't know anything about music theory. You have to hold on to a kind of musical naivety. And besides it makes me better at writing lyrics. I read a book not long ago about the king Beowulf, who wrote poems for about 1500 years ago. His poems are the only texts I've read, that works just like mine. We use the same pattern of rythm within the alliteration. But it is very complicated and I can't really explain it. I only became fashinated by the fact that someone who writes about sex, drugs and worldpolitics does it with the rythms which hasn't been used since the 5th century.

О личной жизни музыканта и его интересах практически ничего неизвестно. В интервью 1990 года он сообщил, что уже около 15 лет не виделся со своей матерью. Известно, что в Гамбурге Элдрич был участником фехтовального клуба. Его увлечение фехтованием восходит к студенческим годам, когда он был вынужден заниматься этим видом спорта, поскольку не умел играть в регби. Литературные предпочтения Эндрю Элдрича включают произведения Томаса Элиота, Алена Роб-Грийе, Уильяма Шекспира («всё, кроме „Бесплодных усилий любви“»), Джеймса Балларда и некоторые другие. В свободное время музыкант предпочитает смотреть фильмы и играть в компьютерные игры («Я смотрю кино и играю в компьютерные игры — вот моя жизнь»).
Элдрич неоднократно признавался, что не религиозен и с пренебрежением относится к религии. «Я не духовный человек, у меня абсолютно нет никаких духовных интересов, — говорил он в одном интервью. — Я не понимаю религию. Религия — это глупо и плохо. Иногда мы веселимся по этому поводу. Но мы никак не связаны с духовностью».